# تام جرجسون
تام جرجسون (انگلیسی: Tom Georgeson؛ زادهٔ ۸ اوت ۱۹۳۷) بازیگر اهل بریتانیا است.
از فیلم‌ها یا مجموعه‌های تلویزیونی که وی در آن‌ها نقش داشته‌است، می‌توان به شهر هالبی، پوآرو، بازرس فویل، ماهی‌ای به نام وندا، موجودات درنده، دکتر هو، سرزمین دختران، شاهد خاموش، نیروی نهایی، آدمکشان میدسامر، یادداشت‌هایی بر یک رسوایی، فرشته، تسویه حساب و بی‌حیا اشاره نمود.